# Mónica Xavier
Mónica Xavier (née le 16 décembre 1956 à Montevideo, Uruguay) est une cardiologue uruguayenne, réélue en octobre 2009 sénatrice, pour la troisième fois, sur les listes du Parti socialiste (membre du Front large).

## Biographie
Mónica Xavier vient d'une famille socialiste, et a fait toutes ses études dans le public. Elle entra à la faculté de médecine de l'Université de la République en 1975, étant diplômée en 1985. En 1984, elle intègre la direction clandestine du Parti socialiste (PS), dans les derniers moments de la dictature (qui a commencé alors qu'elle avait 17 ans). Après la légalisation du PS, elle est élue au comité central et au comité exécutif de celui-ci, puis désignée sous-secrétaire national de l'organisation du parti. En 1994, elle est élue député suppléante du PS à Montevideo.
En 1997, Xavier est nommée présidente de la Commission nationale d'organisation du Front large, puis, un an plus tard, en tant qu'une des trois déléguées du président du Front, Tabaré Vázquez. En 1999, elle intègre l'équipe de campagne électorale de Vázquez, responsable de l'organisation et de la communication.
Aux élections générales de 1999, elle est élue sénatrice, étant troisième sur les listes du PS et devenant ainsi la première femme socialiste sénatrice. En 2004, elle est élue par le Congrès du PS pour être la deuxième sur la liste sénatoriale, et par conséquent réélue. Elle intègre la Commission nationale (citoyenne) du référendum contre la loi d'amnistie de 1986 (es), qui aboutit à un référendum d'initiative populaire en 2009. Elle est aussi membre de la Commission nationale pour la défense du secteur public.
Aux élections générales de 2009, elle est deuxième sur la liste sénatoriale du PS, après Daniel Martínez, les deux étant élus. 

## Sources
- (es) Cet article est partiellement ou en totalité issu de l’article de Wikipédia en espagnol intitulé « Mónica Xavier » (voir la liste des auteurs).